# Heteropoda straminea
Heteropoda straminea är en spindelart som beskrevs av Kundu, Biswas och Dinendra Raychaudhuri 1999. Heteropoda straminea ingår i släktet Heteropoda och familjen jättekrabbspindlar. Inga underarter finns listade i Catalogue of Life.